# Don Branigan
Donald W. Branigan, né en 1933 à Loverna (en) en Saskatchewan et mort le 27 juin 1999 à Carcross au Yukon, est un homme politique et un médecin canadien. Il a notamment été maire de Whitehorse, la capitale du Yukon,. En tant que médecin, il a notamment été connu pour ses conflits légaux fréquents avec les corps de médecine s'opposant à ses approches holistiques telles que l'acupuncture.

## Biographie
Donald W. Branigan est né en 1933 à Loverna (en), un hameau de la municipalité rurale d'Antelope Park No. 322 (en) en Saskatchewan. Il a étudié la médecine à l'Université de l'Alberta. Il a été médecin de famille en milieu rural. Il a été maire de Manning en Alberta.
Lors des élections fédérales canadiennes de 1968, il a été candidat pour le Parti libéral du Canada dans la circonscription de Peace River en Alberta. En 1969, il a été candidat au leadership du Parti libéral de l'Alberta.
Après son déménagement à Whitehorse au Yukon, il a repris la pratique de la médecine. Au cours de cette période, il a commencé à introduire des thérapies holistiques à sa pratique, ce qui causa des conflits fréquents avec le Conseil médical du Yukon et d'autres autorités.
Il se présenta comme candidat aux élections générales yukonnaises de 1970 et il perdit contre Norman Chamberlist (en). Il se présenta comme candidat aux élections fédérales canadiennes de 1972 pour la circonscription du Yukon avec le Parti libéral du Canada. Il se présenta aux élections générales yukonnaises de 1974 (en) et il perdit contre Willard Phelps. Il alors porta plainte contre l'élection de ce dernier pour cause de conflits d'intérêts, ce qui causa l'annulation de l'élection de Pehlps en 1975. Don Branigan se présenta à l'élection partielle pour le remplacer, mais il perdit contre Walt Lengerke (en).
En 1979, l'Hôpital général de Whitehorse (en) lui retira ses privilèges d'hôpital. L'hôpital a démenti que cette révocation était reliée à ses pratiques holistiques, mais a refusé de déclarer publiquement d'autres raisons.
En 1979, il fut élu maire de Whitehorse et demeura à cette fonction jusqu'en 1982. Lors des élections générales yukonnaises de 1982, il se présenta comme candidat indépendant pour l'Assemblée législative du Yukon pour la circonscription de Whitehorse North Centre (en). En 1984, il fut à nouveau élu maire de Whitehorse et demeura alors à cette fonction jusqu'en 1991.
En 1985, le Conseil médical du Yukon lui a retiré sa licence pour pratiquer la médecine, mais celle-ci lui a été remise à nouveau un mois plus tard.
Lors d'une élection partielle fédérale en 1987 pour la circonscription du Yukon suivant la démission d'Erik Nielsen, Don Branigan fut un candidat avec le Parti libéral du Canada.
En 1988, le conseil porta 103 accusations de fraude reliée à ses facturations médicales. 42 de ces accusations furent retirées durant la phase de procès et Donald Branigan fut acquitté des 61 autres accusations l'année suivante.
Il se présenta comme candidat aux élections générales yukonnaises de 1989 avec le Parti libéral du Yukon. Il se présenta aux élections fédérales canadiennes de 1993 pour la circonscription du Yukon avec le Parti libéral du Canada. Il se présenta aussi aux élections fédérales canadiennes de 1997 pour la circonscription du Yukon, mais cette fois comme candidat indépendant.
À sa retraite comme médecin, il déménagea à Carcross au Yukon où il décéda le 27 juin 1999 des suites d'une crise cardiaque.